# 1734 az irodalomban
Az 1734. év az irodalomban.

## Új művek

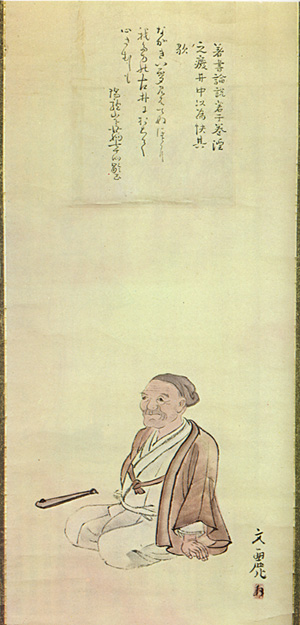
Ueda Akinari

- Alexander Pope nagy hatású értekezése: Essay on Man (Az embernek próbája); az előző néhány évben részenként megjelent mű első teljes kiadása.
- Voltaire: Lettres philosophiques (Filozófiai levelek, angol címe Letters on the English); az Angliában 1726–1729-ben írt 24 levél gyűjteményes kiadása.
- Montesquieu történetfilozófiai értekezése: Considérations sur les causes de la grandeur des Romains et de leur décadence (Elmélkedések a rómaiak nagyságának és hanyatlásának okairól).
- Carlo Goldoni Belisario című tragikomédiájának bemutatója Velencében.

## Születések
- július 25. – Ueda Akinari japán tudós, költő és prózaíró († 1809)